# Paul Marx (Schauspieler)
Paul Marx (* 23. Juli 1879 in Wien; † 30. Oktober 1956 ebenda) war ein österreichischer Bühnen-Schauspieler, Dramaturg und Regisseur.

## Leben und Wirken

### Theater und Film in Deutschland
Der gebürtige Wiener erhielt seine künstlerische Ausbildung zur Jahrhundertwende und trat 1902 sein erstes Engagement an dem von Otto Brahm geleiteten Deutschen Theater an. Bereits bei diesem Einstand trat Marx an der Seite so berühmter Kollegen wie Albert Bassermann, Friedrich Kayßler und, damals noch als Schauspieler, Max Reinhardt auf. Auch die spätere bedeutende Theaterleiterin Louise Dumont war zu diesem Zeitpunkt am Deutschen Theater engagiert. Marx blieb hier zwei Spielzeiten, ehe er der Dumont 1905 für eine Spielzeit an das von ihr im Vorjahr gegründete Schauspielhaus Düsseldorf folgte. Die überwiegende Zeit des ersten Jahrzehnts des 20. Jahrhunderts band er sich jedoch an Berlins Lessing-Theater. Mit Beginn der 1910er Jahre kehrte er der deutschen Hauptstadt den Rücken zu und wirkte zunächst in Zürich (Stadttheater), vor allem (inklusive der Zeit während des Weltkriegs) aber in München (Kammerspiele und Schauspielhaus). An den Kammerspielen konnte er erstmals auch Stücke inszenieren. Kurz nach Kriegsende ging Paul Marx nach Hamburg, wo man ihm an den von Erich Ziegel geleiteten Kammerspielen die Position eines stellvertretenden Direktor und Oberspielleiters übertrug. Seine schauspielerische Tätigkeit setzte er hier gleichfalls fort.
1923 erfolgte die Rückkehr nach Berlin, wo Marx nunmehr als Dramaturg und Oberspielleiter am Berlin Theater aktiv wurde. Mitte der 1920er Jahre erfolgte seine vorübergehende Rückkehr an die Hamburger Kammerspiele. In der Spielzeit 1926/27 fand sich Paul Marx erneut in der Reichshauptstadt ein und wirkte als Schauspieler und Regisseur am Renaissance-Theater sowie als Schauspiele am Theater in der Kommandantenstraße. Nebenbei übernahm er zur selben Zeit die kleine aber gravitätische Rolle des Fürsten Hardenberg in dem antinapoleonischen Freiheits-Filmdrama Lützows wilde verwegene Jagd von Richard Oswald. In der nachfolgenden Spielzeit sah man Paul Marx an den Barnowsky-Bühnen und am Kleinen Theater, in der Saison darauf an den so genannten Robertbühnen. Zum Ende der 1920er Jahre kehrte Marx wieder zur Theaterregie zurück und wirkte in dieser Funktion von 1929 bis 1931 an Berlins Tribüne. Anschließend trat er noch einmal vor die Kamera und spielte in Oswalds Hauptmann von Köpenick-Version den winzigen Part eines Richters. In der Spielzeit 1931/32 wurde Marx als Dramaturg an die Meinhard-Bernauer-Bühnen geholt, in der letzten Theatersaison der Weimarer Republik wirkte er an Berlins Deutschem Künstlertheater.

### Im Exil
1933 musste Paul Marx das nationalsozialistische Deutschland verlassen und übersiedelte in die Tschechoslowakei. Hier war er zwischen 1933 und 1938 als Schauspieler und Regisseur am deutschen Theater von Mährisch-Ostrau angestellt. Der Einmarsch der Wehrmacht ließ den jüdischen Künstler in die Vereinigten Staaten fliehen, wo er seine Tätigkeit zunächst an der Österreichischen Bühne New York unter der Leitung des Emigranten Ernst Lothar fortsetzte. Hier sah man ihn beispielsweise in Anton Wildgans’ In Ewigkeit Amen und in Arthur Schnitzlers Komtesse Mizzi. Weitere Rollen der Jahre 1940/41 führten Marx an das Barbizon Plaza Theatre (in Henrik Ibsens Gespenster) und ans Friendship House (in Hugo von Hofmannsthals Jedermann). Mit Winter Soldiers trat er im November 1942 an Erwin Piscators Studio Theatre (ebenfalls in New York) auf. Kleinere Engagements wie etwa an Kurt Robitscheks Exil-Kabarett der Komiker schlossen sich bis Kriegsende 1945 an. Eine späte reguläre Theaterrolle im Exil hatte er im März 1945 in Der Raub der Sabinerinnen an New Yorks Kammerspielen. Nach dem Krieg kehrte Paul Marx nach Europa zurück und verbrachte seinen Lebensabend in seiner Geburtsstadt Wien, wo er 77-jährig verstarb.

## Filmografie (komplett)
- 1927: Lützows wilde verwegene Jagd
- 1931: Der Hauptmann von Köpenick

## Einzelnachweis
1. ↑  Paul Marx in: Deutsches Exilarchiv, Archiv Günter Peter Straschek